# Campionat d'Europa d'atletisme de 2022
El XXVI Campionat d'Europa d'atletisme se celebrà a la ciutat de Múnic (Alemanya) entre els dies 15 i 21 d'agost de 2022 sota l'organització de l'Associació Europea d'Atletisme (AEA) i la Federació alemanya d'atletisme.

## Història
Aquesta fou la tercera vegada que se celebraren els campionats europeus d'atletisme a la ciutat de Múnic, després de les edcions de 1976 (en pista coberta) i de 2002.
La competició se celebrà a l'Estadi Olímpic de Múnic, excepte les proves de marató i marxa que tingueren un circuit urbà per la ciutat i finalitzaren a la Odeonsplatz.
Els atletes de Rússia i Bielorússia foren excluits de la competició a conseqüència de la invasió russa d'Ucraïna del 2022.

## Calendari
| E | Eliminatòries | C | Classificació | ½ | Semifinals | F | Final |

| Data →           | Dl 15 | Dl 15 | Dm 16 | Dm 16 | Dm 16 | Dx 17 | Dx 17 | Dx 17 | Dj 18 | Dj 18 | Dv 19 | Dv 19 | Ds 20 | Ds 20 | Dg 21 | Dg 21 |
| ---------------- | ----- | ----- | ----- | ----- | ----- | ----- | ----- | ----- | ----- | ----- | ----- | ----- | ----- | ----- | ----- | ----- |
| Prova ↓          | M     | T     | M     | T     | T     | M     | T     | T     | M     | T     | M     | T     | M     | T     | T     |       |
| 100 m            | E     |       |       | ½     | F     |       |       |       |       |       |       |       |       |       |       |       |
| 200 m            |       |       |       |       |       |       |       |       | E     | ½     |       | F     |       |       |       |       |
| 400 m            |       | E     | ½     |       |       |       | F     | F     |       |       |       |       |       |       |       |       |
| 800 m            |       |       |       |       |       |       |       |       | E     |       |       | ½     |       |       | F     |       |
| 1500 m           |       | E     |       |       |       |       |       |       |       | F     |       |       |       |       |       |       |
| 5000 m           |       |       |       | F     | F     |       |       |       |       |       |       |       |       |       |       |       |
| 10000 m          |       |       |       |       |       |       |       |       |       |       |       |       |       |       | F     |       |
| Marató           | F     |       |       |       |       |       |       |       |       |       |       |       |       |       |       |       |
| 110 m tanques    |       |       | E     |       |       |       | ½     | F     |       |       |       |       |       |       |       |       |
| 400 m tanques    |       |       |       |       |       | E     |       |       | ½     |       |       | F     |       |       |       |       |
| 3000 m obst.     |       |       | E     |       |       |       |       |       |       |       |       | F     |       |       |       |       |
| relleus 4×100 m  |       |       |       |       |       |       |       |       |       |       | E     |       |       |       | F     |       |
| relleus 4×400 m  |       |       |       |       |       |       |       |       |       |       | E     |       |       | F     |       |       |
| 20 km marxa      |       |       |       |       |       |       |       |       |       |       |       |       | F     |       |       |       |
| 35 km marxa      |       |       | F     |       |       |       |       |       |       |       |       |       |       |       |       |       |
| Salt de llargada | C     |       |       | F     | F     |       |       |       |       |       |       |       |       |       |       |       |
| Triple salt      |       | C     |       |       |       |       | F     | F     |       |       |       |       |       |       |       |       |
| Salt d'alçada    |       |       |       | C     | C     |       |       |       |       | F     |       |       |       |       |       |       |
| Salt amb perxa   |       |       |       |       |       |       |       |       | C     |       |       |       |       | F     |       |       |
| Pes              | C     | F     |       |       |       |       |       |       |       |       |       |       |       |       |       |       |
| Disc             |       |       |       |       |       | C     |       |       |       |       |       | F     |       |       |       |       |
| Martell          |       |       |       |       |       | C     |       |       |       | F     |       |       |       |       |       |       |
| Javelina         |       |       |       |       |       |       |       |       |       |       | C     |       |       |       | F     |       |
| Decatló          | F     | F     | F     | F     | F     |       |       |       |       |       |       |       |       |       |       |       |

| Data →           | Dl 15 | Dl 15 | Dm 16 | Dm 16 | Dm 16 | Dx 17 | Dx 17 | Dj 18 | Dj 18 | Dv 19 | Dv 19 | Ds 20 | Ds 20 | Dg 21 | Dg 21 |
| ---------------- | ----- | ----- | ----- | ----- | ----- | ----- | ----- | ----- | ----- | ----- | ----- | ----- | ----- | ----- | ----- |
| Prova ↓          | M     | T     | M     | T     | T     | M     | T     | M     | T     | M     | T     | M     | T     | T     | T     |
| 100 m            | E     |       |       | ½     | F     |       |       |       |       |       |       |       |       |       |       |
| 200 m            |       |       |       |       |       |       |       | E     | ½     |       | F     |       |       |       |       |
| 400 m            |       | E     | ½     |       |       |       | F     |       |       |       |       |       |       |       |       |
| 800 m            |       |       |       |       |       |       |       | E     |       | ½     |       |       | F     |       |       |
| 1500 m           |       |       | E     |       |       |       |       |       |       |       | F     |       |       |       |       |
| 5000 m           |       |       |       |       |       |       |       |       | F     |       |       |       |       |       |       |
| 10000 m          |       | F     |       |       |       |       |       |       |       |       |       |       |       |       |       |
| Marató           | F     |       |       |       |       |       |       |       |       |       |       |       |       |       |       |
| 100 m tanques    |       |       |       |       |       |       |       |       |       |       |       |       | E     | ½     | F     |
| 400 m tanques    |       |       |       |       |       | E     |       | ½     |       |       | F     |       |       |       |       |
| 3000 m obst.     |       |       |       |       |       |       |       | E     |       |       |       |       | F     |       |       |
| relleus 4×100 m  |       |       |       |       |       |       |       |       |       | E     |       |       |       | F     | F     |
| relleus 4×400 m  |       |       |       |       |       |       |       |       |       | E     |       |       | F     |       |       |
| 20 km marxa      |       |       |       |       |       |       |       |       |       |       |       | F     |       |       |       |
| 35 km marxa      |       |       | F     |       |       |       |       |       |       |       |       |       |       |       |       |
| Salt de llargada |       |       | C     |       |       |       |       |       | F     |       |       |       |       |       |       |
| Triple salt      |       |       |       |       |       | C     |       |       |       |       | F     |       |       |       |       |
| Salt d'alçada    |       |       |       |       |       |       |       |       |       | C     |       |       |       | F     | F     |
| Salt amb perxa   | C     |       |       |       |       |       | F     |       |       |       |       |       |       |       |       |
| Pes              | C     | F     |       |       |       |       |       |       |       |       |       |       |       |       |       |
| Disc             |       | C     |       | F     | F     |       |       |       |       |       |       |       |       |       |       |
| Martell          |       |       | C     |       |       |       | F     |       |       |       |       |       |       |       |       |
| Javelina         |       |       |       |       |       |       |       | C     |       |       |       |       | F     |       |       |
| Heptatló         |       |       |       |       |       | F     | F     | F     | F     |       |       |       |       |       |       |

## Resultats

### Categoria masculina

#### Pista
| Prova                          | Or | Or       | Plata | Plata    | Bronze                                                                                              | Bronze   |
| 100 metres llisos detalls      | Marcell Jacobs (ITA) | 9.95     | Zharnel Hughes (GBR)                                                                                      | 9.99     | Jeremiah Azu (GBR)                                                                                  | 10.13    |
| 200 metres llisos detalls      | Zharnel Hughes (GBR) | 20.07    | Nethaneel Mitchell-Blake (GBR)                                                                            | 20.17    | Filippo Tortu (ITA)                                                                                 | 20.27    |
| 400 metres llisos detalls      | Matthew Hudson-Smith (GBR)                                                                                                   | 44.53    | Ricky Petrucciani (SUI)                                                                                   | 45.03    | Alex Haydock-Wilson (GBR)                                                                           | 45.17    |
| 800 metres llisos detalls      | Mariano García (ESP) | 1:44.85  | Jake Wightman (GBR)                                                                                       | 1:44.91  | Mark English (IRL)                                                                                  | 1:45.19  |
| 1.500 metres llisos detalls    | Jakob Ingebrigtsen (NOR) | 3:32.76  | Jake Heyward (GBR)                                                                                        | 3:34.44  | Mario García (ESP)                                                                                  | 3:34.88  |
| 5.000 metres detalls           | Jakob Ingebrigtsen (NOR) | 13:21.13 | Mohamed Katir (ESP)                                                                                       | 13:22.98 | Yemaneberhan Crippa (ITA)                                                                           | 13:24.83 |
| 10.000 metres detalls          | Yemaneberhan Crippa (ITA) | 27:46.13 | Zerei Kbrom Mezngi (NOR)                                                                                  | 27:46.94 | Yann Schrub (FRA)                                                                                   | 27:47.13 |
| Marató detalls                 | Richard Ringer (GER) | 2:10:21  | Maru Teferi (ISR)                                                                                         | 2:10:23  | Gashau Ayale (ISR)                                                                                  | 2:10:29  |
| Marató detalls                 | Israel | 6:31:48  | Alemanya                                                                                                  | 6:35:52  | Espanya                                                                                             | 6:38:44  |
| 110 metres tanques detalls     | Asier Martínez (ESP) | 13.14    | Pascal Martinot-Lagarde (FRA)                                                                             | 13.14    | Just Kwaou-Mathey (FRA)                                                                             | 13.33    |
| 400 metres tanques detalls     | Karsten Warholm (NOR) | 47.12    | Wilfried Happio (FRA)                                                                                     | 48.56    | Yasmani Copello (TUR)                                                                               | 48.78    |
| 3.000 metres obstacles detalls | Topi Raitanen (FIN) | 8:21.80  | Ahmed Abdelwahed (ITA)                                                                                    | 8:22.35  | Osama Zoghlami (ITA)                                                                                | 8:23.44  |
| 4x100 metres relleus detalls   | Regne UnitJeremiah Azu · Zharnel Hughes · Jona Efoloko · Nethaneel Mitchell-Blake · Harry Aikines-Aryeetey* · Tommy Ramdhan* | 37.67    | FrançaMéba-Mickaël Zeze · Pablo Matéo · Ryan Zeze · Jimmy Vicaut                                          | 37.94    | PolòniaAdrian Brzeziński · Przemysław Słowikowski · Patryk Wykrota · Dominik Kopeć · Mateusz Siuda* | 38.15    |
| 4x400 metres relleus detalls   | Regne UnitMatthew Hudson-Smith · Charlie Dobson · Lewis Davey · Alex Haydock-Wilson · Joe Brier* · Rio Mitcham*              | 2:59.35  | BèlgicaAlexander Doom · Julien Watrin · Kévin Borlée · Dylan Borlée · Jonathan Borlée* · Jonathan Sacoor* | 2:59.49  | FrançaGilles Biron · Loïc Prévot · Téo Andant · Thomas Jordier · Simon Boypa*                       | 2:59.64  |
| 20 km marxa detalls            | Álvaro Martín (ESP) | 1:19:11  | Perseus Karlström (SWE)                                                                                   | 1:19:23  | Diego García (ESP)                                                                                  | 1:19:45  |
| 35 km marxa detalls            | Miguel Ángel López (ESP) | 2:26:49  | Christopher Linke (GER)                                                                                   | 2:29:30  | Matteo Giupponi (ITA)                                                                               | 2:30:34  |

#### Salts i llançaments
| Prova                          | Or                        | Or    | Plata                      | Plata | Bronze                      | Bronze |
| Salt d'alçada detalls          | Gianmarco Tamberi (ITA)   | 2.30  | Tobias Potye (GER)         | 2.27  | Andriy Protsenko (UKR)      | 2.27   |
| Salt de perxa detalls          | Armand Duplantis (SWE)    | 6.06  | Bo Kanda Lita Baehre (GER) | 5.85  | Pål Haugen Lillefosse (NOR) | 5.75   |
| Salt de llargada detalls       | Miltiadis Tentoglou (GRE) | 8.52  | Thobias Montler (SWE)      | 8.06  | Jules Pommery (FRA)         | 8.06   |
| Triple salt detalls            | Pedro Pichardo (POR)      | 17.50 | Andrea Dallavalle (ITA)    | 17.04 | Jean-Marc Pontvianne (FRA)  | 16.94  |
| Llançament de pes detalls      | Filip Mihaljević (CRO)    | 21.88 | Armin Sinančević (SRB)     | 21.39 | Tomáš Staněk (CZE)          | 21.26  |
| Llançament de disc detalls     | Mykolas Alekna (LTU)      | 69.78 | Kristjan Čeh (SLO)         | 68.28 | Lawrence Okoye (GBR)        | 67.14  |
| Llançament de javelina detalls | Julian Weber (GER)        | 87.66 | Jakub Vadlejch (CZE)       | 87.28 | Lassi Etelätalo (FIN)       | 86.44  |
| Llançament de martell detalls  | Wojciech Nowicki (POL)    | 82.00 | Bence Halász (HUN)         | 80.92 | Eivind Henriksen (NOR)      | 79.45  |

#### Combinada
| Prova           | Or                | Or   | Plata               | Plata | Bronze              | Bronze |
| Decatló detalls | Niklas Kaul (GER) | 8545 | Simon Ehammer (SUI) | 8468  | Janek Õiglane (EST) | 8346   |

### Categoria femenina

#### Pista
| Prova                          | Or | Or       | Plata | Plata    | Bronze                                                                                                   | Bronze    |
| 100 metres llisos detalls      | Gina Lückenkemper (GER)                                                                                       | 10.99    | Mujinga Kambundji (SUI) | 10.99    | Daryll Neita (GBR)                                                                                       | 11.00     |
| 200 metres llisos detalls      | Mujinga Kambundji (SUI)                                                                                       | 22.32    | Dina Asher-Smith (GBR) | 22.43    | Ida Karstoft (DEN)                                                                                       | 22.72     |
| 400 metres llisos detalls      | Femke Bol (NED)                                                                                               | 49.44    | Natalia Kaczmarek (POL) | 49.94    | Anna Kiełbasińska (POL)                                                                                  | 50.29     |
| 800 metres llisos detalls      | Keely Hodgkinson (GBR)                                                                                        | 1:59.04  | Rénelle Lamote (FRA) | 1:59.49  | Anna Wielgosz (POL)                                                                                      | 1:59.87   |
| 1.500 metres llisos detalls    | Laura Muir (GBR)                                                                                              | 4:01.08  | Ciara Mageean (IRL) | 4:02.56  | Sofia Ennaoui (POL)                                                                                      | 4:03.59   |
| 5.000 metres detalls           | Konstanze Klosterhalfen (GER)                                                                                 | 14:50.47 | Yasemin Can (TUR) | 14:56.91 | Eilish McColgan (GBR)                                                                                    | 14:59.34  |
| 10.000 metres detalls          | Yasemin Can (TUR)                                                                                             | 30:32.57 | Eilish McColgan (GBR) | 30:41.05 | Lonah Chemtai Salpeter (ISR)                                                                             | 30:46.37  |
| Marató detalls                 | Aleksandra Lisowska (POL)                                                                                     | 2:28:36  | Matea Parlov Koštro (CRO) | 2:28:42  | Nienke Brinkman (NED)                                                                                    | 2:28:52   |
| Marató detalls                 | Alemanya | 7:28:48  | Espanya | 7:39:25  | Polònia                                                                                                  | 7:40:54   |
| 100 metres tanques detalls     | Pia Skrzyszowska (POL)                                                                                        | 12.53    | Luca Kozák (HUN) | 12.69    | Ditaji Kambundji (SUI)                                                                                   | 12.74     |
| 400 metres tanques detalls     | Femke Bol (NED)                                                                                               | 52.67    | Viktoriya Tkachuk (UKR) | 54.30    | Anna Ryzhykova (UKR)                                                                                     | 54.86     |
| 3.000 metres obstacles detalls | Luiza Gega (ALB)                                                                                              | 9:11.31  | Lea Meyer (GER) | 9:15.35  | Elizabeth Bird (GBR)                                                                                     | 9:23.18   |
| 4x100 metres relleus detalls   | AlemanyaAlexandra Burghardt · Lisa Mayer · Gina Lückenkemper · Rebekka Haase · Jessica-Bianca Wessolly*       | 42.34    | PolòniaPia Skrzyszowska · Anna Kiełbasińska · Marika Popowicz-Drapała · Ewa Swoboda · Magdalena Stefanowicz* · Martyna Kotwiła*       | 42.61    | ItàliaZaynab Dosso · Dalia Kaddari · Anna Bongiorni · Alessia Pavese · Gloria Hooper*                    | 42.84     |
| 4x400 metres relleus detalls   | Països BaixosEveline Saalberg · Lieke Klaver · Lisanne de Witte · Femke Bol · Andrea Bouma* · Laura de Witte* | 3:20.87  | PolòniaAnna Kiełbasińska · Iga Baumgart-Witan · Justyna Święty-Ersetic · Natalia Kaczmarek · Kinga Gacka* · Małgorzata Hołub-Kowalik* | 3:21.68  | Regne UnitVictoria Ohuruogu · Ama Pipi · Jodie Williams · Nicole Yeargin · Zoey Clark* · Laviai Nielsen* | 3:21.74   |
| 20 km marxa detalls            | Antigoni Drisbioti (GRE)                                                                                      | 1:29:03  | Katarzyna Zdziebło (POL) | 1:29:20  | Saskia Feige (GER)                                                                                       | 1:29:25 ' |
| 35 km marxa detalls            | Antigoni Drisbioti (GRE)                                                                                      | 2:47:00  | Raquel González (ESP) | 2:49:10  | Viktória Madarász (HUN)                                                                                  | 2:49:58   |

#### Salts i llançaments
| Event                          | Or                          | Or    | Plata                    | Plata | Bronze                        | Bronze |
| Salt d'alçada detalls          | Yaroslava Mahuchikh (UKR)   | 1.95  | Marija Vuković (MNE)     | 1.95  | Angelina Topić (SRB)          | 1.93   |
| Salt de perxa detalls          | Wilma Murto (FIN)           | 4.85  | Katerina Stefanidi (GRE) | 4.75  | Tina Šutej (SLO)              | 4.75   |
| Salt de llargada detalls       | Ivana Vuleta (SRB)          | 7.06  | Malaika Mihambo (GER)    | 7.03  | Jazmin Sawyers (GBR)          | 6.80   |
| Triple salt detalls            | Maryna Bekh-Romanchuk (UKR) | 15.02 | Kristiina Mäkelä (FIN)   | 14.64 | Hanna Knyazyeva-Minenko (ISR) | 14.45  |
| Llançament de pes detalls      | Jessica Schilder (NED)      | 20.24 | Auriol Dongmo (POR)      | 19.82 | Jorinde van Klinken (NED)     | 18.94  |
| Llançament de disc detalls     | Sandra Perković (CRO)       | 67.95 | Kristin Pudenz (GER)     | 67.87 | Claudine Vita (GER)           | 65.20  |
| Llançament de javelina detalls | Elina Tzengko (GRE)         | 65.81 | Adriana Vilagoš (SRB)    | 62.01 | Barbora Špotáková (CZE)       | 60.68  |
| Llançament de martell detalls  | Bianca Ghelber (ROU)        | 72.72 | Ewa Różańska (POL)       | 72.12 | Sara Fantini (ITA)            | 71.58  |

#### Combinada
| Event            | Or                     | Or   | Plata                | Plata | Bronze            | Bronze |
| Heptatló detalls | Nafissatou Thiam (BEL) | 6628 | Adrianna Sułek (POL) | 6532  | Annik Kälin (SUI) | 6515   |

## Medaller
| Núm. | País          | Or | Argent | Bronze | Total |
| ---- | ------------- | -- | ------ | ------ | ----- |
| 1    | Alemanya      | 7  | 7      | 2      | 16    |
| 2    | Regne Unit    | 6  | 6      | 8      | 20    |
| 3    | Espanya       | 4  | 3      | 3      | 10    |
| 4    | Grècia        | 4  | 1      | 0      | 5     |
| 5    | Països Baixos | 4  | 0      | 2      | 6     |
| 6    | Polònia       | 3  | 6      | 5      | 14    |
| 7    | Itàlia        | 3  | 1      | 6      | 10    |
| 8    | Noruega       | 3  | 1      | 2      | 6     |
| 9    | Ucraïna       | 2  | 1      | 2      | 5     |
| 10   | Finlàndia     | 2  | 1      | 1      | 4     |
| 11   | Croàcia       | 2  | 1      | 0      | 3     |
| 12   | Suïssa        | 1  | 3      | 2      | 6     |
| 13   | Sèrbia        | 1  | 2      | 1      | 4     |
| 14   | Suècia        | 1  | 2      | 0      | 3     |
| 15   | Israel        | 1  | 1      | 3      | 5     |
| 15   | Turquia       | 1  | 1      | 1      | 3     |
| 17   | Bèlgica       | 1  | 1      | 0      | 2     |
| 17   | Portugal      | 1  | 1      | 0      | 2     |
| 19   | Albània       | 1  | 0      | 0      | 1     |
| 19   | Lituània      | 1  | 0      | 0      | 1     |
| 19   | Romania       | 1  | 0      | 0      | 1     |
| 22   | França        | 0  | 4      | 5      | 9     |
| 23   | Hongria       | 0  | 2      | 1      | 3     |
| 24   | Txèquia       | 0  | 1      | 2      | 3     |
| 25   | Eslovènia     | 0  | 1      | 1      | 2     |
| 25   | Irlanda       | 0  | 1      | 1      | 2     |
| 27   | Montenegro    | 0  | 1      | 0      | 1     |
| 28   | Dinamarca     | 0  | 0      | 1      | 1     |
| 28   | Estònia       | 0  | 0      | 1      | 1     |
|      | TOTAL         | 50 | 49     | 50     | 149   |